# Fondation OpenStreetMap
La Fondation OpenStreetMap (OSMF) est une « société limitée par garantie », enregistrée en Angleterre et pays de Galles depuis le 22 août 2006.
C'est une fondation à but non lucratif dont l'objectif est de soutenir et d'encourager le développement de données géo-spatiales librement réutilisables. Comme le nom le suggère, elle soutient principalement le fonctionnement continu et la croissance du projet OpenStreetMap, mais cela ne l’empêche pas de soutenir d'autres projets.

## Objectif
La Fondation agit comme entité juridique pour le projet OpenStreetMap. Elle est également dépositaire des serveurs informatiques et des services nécessaires pour l'accueillir.
OSMF est un outil de collecte de fonds pour soutenir le projet. La Fondation peut accepter des dons pour le projet OpenStreetMap et allouer ces dons aux activités liées au projet.
Elle organise la conférence annuelle « State-of-the-map » .

## Structure
OSMF est une organisation de membres, où chaque adhérant à un droit de vote lors d’assemblées générales sur les activités de la fondation. Les membres de l'OSMF n'ont pas de droit de vote sur la manière dont le projet OpenStreetMap opère lui-même, mais seulement sur sa fondation.  
L’adhésion est ouverte à tous sur paiement d'une cotisation annuelle de 15 £. Il y a au mois de décembre 2015, 350 membres normaux, 351 membres associés et 18 membres professionnels. Les cinq premières entreprises adhérentes ont été accueillies en février 2015.
L'organisation est financée à la fois par les cotisations annuelles mais également par des donations ponctuelles qui peuvent être beaucoup plus importantes.
La fondation est organisée autour d'un conseil d'administration constitué de sept membres.